# デイジーチェーン
デイジーチェーン（英: daisy chain）は、複数の電気・電子機器を数珠つなぎにする、あるいは全部まとめて1つの輪にするような接続方法である。単純な輪っかでない、輪から分岐があるような系に対してこう呼ばれることはない。

## 概要
デイジーチェーンは電力、アナログ信号、デジタル信号など各種の伝達に使うことができる。
この「デイジーチェーン」という語は、ハードウェア同士をケーブルで接続するような場合にも、あるいは電子回路上での部品同士の接続のような場合にも使われる。テーブルタップやIEEE 1394、Thunderbolt、イーサネットなどでデイジーチェーンを構成することができる。

## 信号伝達
アナログ信号を伝える場合、たいていはバスで接続がなされているが、とりわけ多数のデバイスをつないでいると減衰が大きくなり、リピータや増幅器を入れる必要が出てくることもある。
デジタル信号をデバイス間で伝える場合にもバスが使われることがあるが、場合によっては端に終端抵抗が必要となる。ただし、アナログ信号と違ってデジタル信号は離散的なので、途中の機器で信号を再生する必要はあるが、その際に情報は変化しない。

## 種類

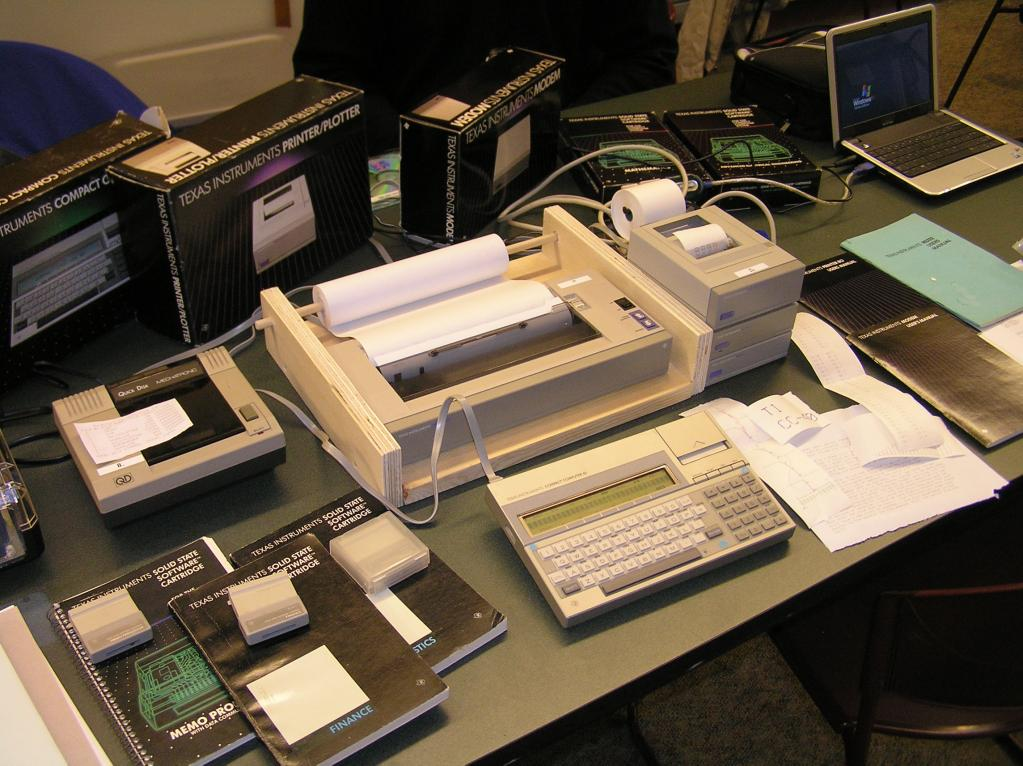
デイジーチェーンでつながった機器

### コンピューター周辺機器
機器によっては、使うコンピューターに直接つなぐのではなく、同じインターフェースを持った機器を経由して数珠つなぎにコンピューターへ接続することができる。この場合、直接コンピューターにつながるのはコンピューターに最も近いいちばん端の機器だけである。一例としては、UARTポートを持った機器を数珠つなぎにすることが挙げられる。一つに連なった機器は協調的に、つまり同時に1つのデバイスだけがバスを使うように動作する必要がある。
- SCSIは、電気的にはバス接続であるが、物理的な配線はデイジーチェーンとなっている。電気的にはバスであるため、端には終端抵抗を取り付ける（あるいは機器で同等の機能を果たす）必要がある。
- MIDI機器も、通常はデイジーチェーンの配線となる。ふつう、MIDI機器にはTHRU端子とOUT端子があり、どちらをデイジーチェーンに使うこともできる。THRU端子は入力された信号に何の加工もせず、最小限の遅延で出力されるのに対し、OUT端子からの出力に対しては信号の再生成や加工を行うことができるが、その分遅延は大きくなる。デイジーチェーンが長くなっていくと、時間のズレによる歪みが、システムの不安定化や誤動作を引き起こしてしまうこともありうる。
- シリアル・ペリフェラル・インタフェース（SPI）接続のICの中には、デイジーチェーン接続ができるものも存在する。
- JTAG対応の電子回路は、テストのためにデイジーチェーン接続できるようになっている[2]。
- Thunderboltでも、RAIDアレイやコンピューターモニタなどをデイジーチェーン接続できる[3]。
- USBでは、ハブを接続して、ホストからハブ、（ハブからハブ）、ハブから他の機器へと接続することができる。USBハブも仕様上はUSB機器の一種であるが、USBにおいてこのような接続ができるのはUSBハブだけであり、このような場合は通常はデイジーチェーンとは呼ばない。

### ネットワーク・トポロジー
デイジーチェーンは、以下の2つのネットワーク・トポロジーのいずれかに属する。
- 線形：具体的には、A-B-C-D-Eあるいは A-B-C-D-EのCから分岐してC-M-N-Oのような形状である。
- 環形：最後の機器と最初の機器がつながり1つの環となっているものである。「デイジーチェーンループ」とも呼ばれる[4][5][6]。